# Mokro (Pale)
Pour les articles homonymes, voir Mokro.
Mokro (en serbe cyrillique : Мокро) est un village de Bosnie-Herzégovine. Il est situé sur le territoire de la ville d'Istočno Sarajevo, dans la municipalité de Pale et dans la république serbe de Bosnie. Selon les premiers résultats du recensement bosnien de 2013, il compte 853 habitants.

## Géographie
Le village est situé au nord-ouest du mont Romanija, à la confluence des rivières Triješanj et Mokranjska Miljacka.

## Démographie

### Évolution historique de la population dans la localité
| 1948 | 1953 | 1961 | 1971 | 1981 | 1991 | 2013 |
| ---- | ---- | ---- | ---- | ---- | ---- | ---- |
| -    | -    | 274  | 284  | 380  | 408  | 853  |

|  |